# Slowakije op de Olympische Winterspelen 1994
Tijdens de Olympische Winterspelen van 1994, die in Lillehammer (Noorwegen) werden gehouden, nam Slowakije voor de eerste keer deel.

## Deelnemers en resultaten
(m) = mannen, (v) = vrouwen 

### Alpineskiën
| Olympiër           | Discipline     | Resultaat | Prestatie                                                       |
| ------------------ | -------------- | --------- | --------------------------------------------------------------- |
| Lucia Medzihradská | afdaling (v)   | 32e       | 1.39,22 (+3,29)                                                 |
| Lucia Medzihradská | super g (v)    | 33e       | 1.25,57 (+3,42)                                                 |
| Lucia Medzihradská | slalom (v)     | 20e       | 2.01,55 (+5,54) 1.02,67+58,88                                   |
| Lucia Medzihradská | combinatie (v) | 13e       | 3.12,37 (+7,21) afdaling: 1.30,70 slalom: 1.41,67 (52,90+48,77) |

### Biatlon
| Olympiër                                                   | Discipline             | Resultaat | Prestatie |
| ---------------------------------------------------------- | ---------------------- | --------- | --- |
| Pavel Kotraba                                              | 10 km (m)              | 51e       | 32.04,0 (+3.57,0) pen.: 4 (2 + 2)                                                                                           |
| Daniel Krčmář                                              | 10 km (m)              | 57e       | 32.24,1 (+4.17,1) pen.: 4 (1 + 3)                                                                                           |
| Lukáš Krejči                                               | 20 km (m)              | 50e       | 1:03.28,0 (+6.02,7) pen.: 5 (1 + 1 + 1 + 2)                                                                                 |
| Pavel Sládek                                               | 20 km (m)              | 56e       | 1:03.51,7 (+6.26,4) pen.: 3 (0 + 1 + 0 + 2)                                                                                 |
| Team Pavel Sládek Pavel Kotraba Daniel Krčmář Lukáš Krejči | 4x7,5 km estafette (m) | 18e       | 1:40.00,3 (+9.38,2) pen.: 3 25.21,1 pen.: 0 (0 + 0) 24.36,3 pen.: 0 (0 + 0) 25.07,9 pen.: 1 (0 + 1) 24.55,0 pen.: 2 (0 + 2) |
|                                                            |                        |           | |
| Martina Jašicová                                           | 7,5 km (v)             | 15e       | 27.11,6 (+1.02,8) pen.: 2 (1 + 1)                                                                                           |
| Martina Jašicová                                           | 15 km (v)              | 6e        | 53.56,4 (+1.49,8) pen.: 2 (0 + 0 + 1 + 1)                                                                                   |
| Soňa Mihoková                                              | 7,5 km (v)             | 12e       | 27.03,8 (+55,0) pen.: 2 (1 + 1)                                                                                             |
| Soňa Mihoková                                              | 15 km (v)              | 40e       | 58.46,5 (+6.39,9) pen.: 7 (1 + 2 + 2 + 2)                                                                                   |

### Langlaufen
| Olympiër                                                                          | Discipline                    | Resultaat | Prestatie                                           |
| --------------------------------------------------------------------------------- | ----------------------------- | --------- | --------------------------------------------------- |
| Ivan Bátory                                                                       | 10 km klassiek (m)            | 43e       | 26.58,7 (+2.38,6)                                   |
| Ivan Bátory                                                                       | achtervolging 10 km+15 km (m) | 34e       | +5.25,5 (10 km:26.58 + 15 km:38.36,3)               |
|                                                                                   |                               |           |                                                     |
| Lubomíra Balážová                                                                 | 5 km klassiek (v)             | 21e       | 15.23,9 (+1.15,1)                                   |
| Lubomíra Balážová                                                                 | 30 km klassiek (v)            | 18e       | 1:30.58,7 (+5.17,1)                                 |
| Lubomíra Balážová                                                                 | achtervolging 5 km+10 km (v)  | 24e       | +3.50,0 (5 km:15.23 + 10 km:30.05,1)                |
| Jaroslava Bukvajová                                                               | 5 km klassiek (v)             | 46e       | 16.26,6 (+2.17,8)                                   |
| Jaroslava Bukvajová                                                               | achtervolging 5 km+10 km (v)  | 40e       | +5.50,2 (5 km:16.26 + 10 km:31.02,3)                |
| Alžbeta Havrančíková                                                              | 5 km klassiek (v)             | 32e       | 15.47,2 (+1.38,4)                                   |
| Alžbeta Havrančíková                                                              | 15 km vrije stijl (v)         | 8e        | 42.34,4 (+2.49,9)                                   |
| Alžbeta Havrančíková                                                              | 30 km klassiek (v)            | 32e       | 1:33.41,5 (+7.59,9)                                 |
| Alžbeta Havrančíková                                                              | achtervolging 5 km+10 km (v)  | 17e       | +2.31,9 (5 km:15.47 + 10 km:28.23,0)                |
| Tatiana Kutlíková                                                                 | 5 km klassiek (v)             | 48e       | 16.27,7 (+2.18,9)                                   |
| Tatiana Kutlíková                                                                 | 15 km vrije stijl (v)         | 46e       | 47.34,9 (+7.50,4)                                   |
| Tatiana Kutlíková                                                                 | 30 km klassiek (v)            | 43e       | 1:36.41,4 (+10.59,8)                                |
| Tatiana Kutlíková                                                                 | achtervolging 5 km+10 km (v)  | 35e       | +5.14,9 (5 km:16.27 + 10 km:30.26,0)                |
| Team Lubomíra Balážová Jaroslava Bukvajová Tatiana Kutlíková Alžbeta Havrančíková | 4x5 km estafette (v)          | 7e        | 1:01.00,2 (+3.47,7) 15.14,3 16.01,6 15.37,2 14.07,1 |

### Noordse combinatie
| Olympiër       | Discipline      | Resultaat | Prestatie                                   |
| -------------- | --------------- | --------- | ------------------------------------------- |
| Michal Giacko  | individueel (m) | 26e       | +7.54,6 — schans: 184,0 p — 15 km: 40.02,5  |
| Jozef Bachleda | individueel (m) | 51e       | +14.36,5 — schans: 140,5 p — 15 km: 41.54,4 |
| Martin Bayer   | individueel (m) | 52e       | +17.12,0 — schans: 142,5 p — 15 km: 44.43,9 |

### Rodelen
| Olympiër          | Discipline | Resultaat | Prestatie                                             |
| ----------------- | ---------- | --------- | ----------------------------------------------------- |
| Jozef Škvarek     | mannen     | 19e       | 3.26,522 (+4,951) (51,775 / 51,835 / 51,300 / 51,612) |
| Mária Jasenčáková | vrouwen    | 15e       | 3.18,456 (+2,939) (49,411 / 50,351 / 49,276 / 49,418) |

### Schansspringen
| Olympiër        | Discipline                     | Resultaat | Prestatie                                         |
| --------------- | ------------------------------ | --------- | ------------------------------------------------- |
| Miroslav Slušný | normale schans individueel (m) | 51e       | 152,0 punten 92,0 p. (80,5 m) + 60,0 p. (66,5 m)  |
| Miroslav Slušný | grote schans individueel (m)   | 45e       | 106,7 punten 65,6 p. (94,5 m) + 41,1 p. (82,0 m)  |
| Martin Švagerko | normale schans individueel (m) | 25e       | 213,0 punten 97,5 p. (81,5 m) + 115,5 p. (90,0 m) |
| Martin Švagerko | grote schans individueel (m)   | 28e       | 152,9 punten 74,4 p. (98,0 m) + 78,5 p. (100,0 m) |

### IJshockey
| Olympiër | Discipline | Resultaat | Prestatie |
| --- | ---------- | --------- | --- |
| Eduard Hartman Jaromír Dragan Miroslav Michalek Jerguš Baca Marián Smerciak Miroslav Marcinko Ľubomír Sekeráš Vladimír Búřil Stanislav Medřik Ján Varholík Róbert Švehla Vlastimil Plavucha Oto Haščák Dušan Pohoreleč René Pucher Miroslav Šatan Branislav Jánoš Roman Kontšek Peter Šťastný Ľubomír Kolník Jozef Daňo Róbert Petrovický Žigmund Pálffy | mannen     | 6e        | Voorronde groep B: 4- 4 Slowakije - Zweden 3- 3 Slowakije - Verenigde Staten 10- 4 Slowakije - Italië 3- 1 Slowakije - Canada 6- 2 Slowakije - Frankrijk Kwartfinale: 2- 3 Slowakije - Rusland Wedstrijd om 5e t/m 8e plaats: 6- 5 Slowakije - Duitsland Wedstrijd om de 5e plaats: 1- 7 Slowakije - Tsjechië |

Amerikaanse Maagdeneilanden · Amerikaans-Samoa · Andorra · Argentinië · Armenië · Australië · België · Bermuda · Bosnië en Herzegovina · Brazilië · Bulgarije · Canada · Chili · China · Chinees Taipei · Cyprus · Denemarken · Duitsland · Estland · Fiji · Finland · Frankrijk · Georgië · Griekenland · Groot-Brittannië · Hongarije · IJsland · Israël · Italië · Jamaica · Japan · Kazachstan · Kirgizië · Kroatië · Letland · Liechtenstein · Litouwen · Luxemburg · Mexico · Moldavië · Monaco · Mongolië · Nederland · Nieuw-Zeeland · Noorwegen · Oekraïne · Oezbekistan · Oostenrijk · Polen · Portugal · Puerto Rico · Roemenië · Rusland · San Marino · Senegal · Slovenië · Slowakije · Spanje · Trinidad en Tobago · Tsjechië · Turkije · Verenigde Staten · Wit-Rusland · Zuid-Afrika · Zuid-Korea · Zweden · Zwitserland